# 志樹舎

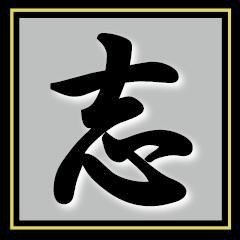

志樹舎 (しきしゃ）は、東京都品川区に本部を置く日本の大学院入試専門オンライン予備校である。
研究計画書、回答書、面接、プレゼンテーション対策等に対応している。
早稲田大学大学院、慶應義塾大学大学院（KMD、SDM、SFC、KBS）、筑波大学大学院をはじめとした難関・有名大学院へ合格者を輩出している。